# Joe Hendricks
Joseph "Joe" Hendricks (ur. 19 czerwca 1979 w Kumasi) – ghański piłkarz grający na pozycji obrońcy. W swojej karierze wystąpił 5 razy w reprezentacji Ghany.

## Kariera piłkarska
Swoją piłkarską karierę Hendricks rozpoczął w klubie Eleven Wise FC. W sezonie 1997/1998 zadebiutował w nim w pierwszej lidze ghańskiej. W latach 1999-2005 występował w Asante Kotoko SC. Trzykrotnie wywalczył z nim wicemistrzostwo Ghany w sezonach 2001, 2002 i 2004 oraz dwa mistrzostwa w sezonach 2003 i 2005. Zdobył też Puchar Ghany w 2001 roku. W latach 2006-2007 grał w Ashanti Gold SC. W sezonie 2006/2007 został z nim wicemistrzem kraju. W sezonie 2007/2008 był zawodnikiem izraelskiego Hapoelu Ironi Riszon le-Cijjon, w latach 2008-2010 - All Blacks FC, w latach 2010-2012 - Medeama SC, a w latach 2012-2013 - wietnamskiego Kiên Giang FC, w którym zakończył karierę.

## Kariera reprezentacyjna
W reprezentacji Ghany Hendricks zadebiutował 7 września 2002 w przegranym 0:1 meczu kwalifikacji do Pucharu Narodów Afryki 2004 z Ugandą, rozegranym w Kampali. Od 2002 do 2003 rozegrał w kadrze narodowej 5 meczów.